# Marca (Romania)
Marca è un comune della Romania di 2 772 abitanti, ubicato nel distretto di Sălaj, nella regione storica della Transilvania. 
Il comune è formato dall'unione di 5 villaggi: Leșmir, Marca, Marca-Huta, Porț,e Șumal.